# Медицинский вестник
«Медицинский вестник» — еженедельная русскоязычная газета медицинской тематики, выходившая в Санкт-Петербурге с 1861 по 1885 год.
Первый номер вышел 25 марта 1861 года, под редакцией Я. А. Чистовича; издателем числился И. А. Никитин.
Впоследствии издание и редакция газеты перешли к врачу-офтальмологу Д. И. Дмитровскому. Обремененный служебными обязанностями, Чистович искал, кому передать свою газету, чтобы преемник строго охранял честность и научность печатного органа. В 1871 году доктор медицины Дмитровский возвратился из заграничной служебной командировки и Чистович вскоре передал ему право на издание «Медицинского вестника» за 1000 рублей. Дмитровский оказался как раз на своем месте. Понимая значение научной прессы, он отдавал газете почти всё свое время и силы. По словам некрологиста, Дмитровский «зорко оберегал свою газету от всякой нечистоты, хотя бы и умело прикрытой, и „Медицинский Вестник“ не сделался пресмыкающимся ни пред кем и ни пред чем». Как относился редактор к своему делу видно из того, что при всей строгой научности «Медицинский вестник» просуществовал почти 10 лет, никем не субсидируемый. Безусловная научность «Медицинского вестника» того периода засвидетельствована такими суровыми критиками, как профессора Манассеин, Лесгафт и Чистович. Кроме редакторских трудов Дмитровскому принадлежат в газете вступительные и большинство критических статей и ряд рефератов о работах иностранной медицинской литературы. Как истинный врач-гуманист, Дмитровский погиб на своем посту в мае 1881 года — заразившись тифом у постели больного.
После смерти Дмитровского редактором газеты стал В. В. Святловский, а редактором-издателем — П. Г. Янпольский.
В декабре 1884 года редактором газеты был врач-гигиенист М. И. Галанин, издателем — В. М. Якушев.
Газета «Медицинский вестник» размещала на своих страницах сообщения о бытовых условиях русских врачей, статьи по всем отраслям научной и практической медицины, по вопросам общественного здоровья и гигиены, а также критику и библиографические сведения.
В январе 1885 года газета была закрыта.
Позднее в разное время появилось ещё несколько изданий с одноимённым названием, одно из которых существует и в настоящее время в Москве.